# 宾州站
宾州站是哈佳铁路上的一座车站，位于中华人民共和国黑龙江省哈尔滨市宾县宾州镇，站房中心里程为DK61+450，主站房建筑面积2,999平方米，设2座站台。本站于2016年9月开工，2018年9月30日启用。

## 車站周邊
- 宾县第一小学
- 大千中学
- 宾县人民医院

## 歷史
- 2018年9月30日通车启用。